# Тайната история
„Тайната история“ (на старогръцки: Ἀνέκδοτα, на латински: Historia Arcana) е произведение на Прокопий Кесарийски, написано през 550-те години. „Тайната история“ е един от основните източници за епохата и за събитията по времето на управлението на византийския император Юстиниан I.
Тайната история е запазена в дванадесет ръкописа от периода XIV – XVI век. Четиристотин години след откриването ѝ, през XVIII век в навечерието на френската революция, става предмет на разгорещени дебати, още повече, че жанрово е трудно определима. Критиците на достоверността ѝ, поставят под съмнение редица събития и факти описани в нея. Днес все още, много въпроси около създаването и представяното от „Тайната история“не са намерили своето окончателно решение.
„Тайната история“ е написана на жив, образен език, потапяйки читателя в задкулисието на византизма и имперския двор и светогледа на управлявалите Византийската империя във времето на нейния най-значим разцвет, отразяваща блестящите военни победи на Велизарий по всички фронтове срещу империума, въстанието Ника, създаването на Юстиниановия кодекс, върлуването на Юстиниановата чума. Произведението основно акцентира върху личността на Теодора, съпругата на Юстиниан Велики, представяйки я като ненаситна за мъжките страсти хетера. Теодора е онази, която разубеждава съпруга си да не напуска Новия Рим, и да отреже главите на предводителите на бунтовниците от партиите на сините и зелените от Хиподрума.

## Ръкописи
| № поред | Код на ръкописа | Название на ръкописа                   | Датировка                   | Брой листа  | Място на съхранение                     | Част от текста на „Тайната история“                                                   | Състав на ръкописа |
| ------- | --------------- | -------------------------------------- | --------------------------- | ----------- | --------------------------------------- | ------------------------------------------------------------------------------------- | --- |
| 1       | V               | cod. Vaticanus gr. 1001                | XIV век                     | 151         | Ватиканска библиотека                   | Първият лист е откъснат, няма го края на последната глава                             | Също така включва и „Войната с персите“                                                                               |
| 2       | W               | cod. Vaticanus gr. 16                  | XV век                      |             | Ватиканска библиотека                   |                                                                                       | Сборник |
| 3       | R               | cod. Riccardianus XXIII, 88            |                             |             | Рикардианска библиотека, Флоренция      | Включва и изключената по нравствени съображения част от глава 9 в Алеманското издание | Сборник |
| 4       | A               | cod. Ambrosianus A. 182                | XIV век                     | 247         | Амброзианска библиотека, Милано         |                                                                                       | Също така включва и „Войната с готите“                                                                                |
| 5       | G               | cod. Ambrosianus G. 14 sup.            | първата половина на XIV век | 196 или 198 | Амброзианска библиотека, Милано         | Започва с 15.3                                                                        | Също така включва извадки от „Войната с персите“ и „Войната с вандалите“, произведения на Фемистий, Ливаний и Платон. |
| 6       | P               | cod. Ambrosianus P. 74 sup.            | XV/XVI век                  |             | Амброзианска библиотека, Милано         | Започва с 15.3                                                                        | Също така включва извадки от „Войната с персите“ и „Войната с вандалите“                                              |
| 7       | C               | cod. Ambrosianus C. 118 sup.           | XVI век                     |             | Амброзианска библиотека, Милано         | Започва с 15.3                                                                        | Само „Тайната история“                                                                                                |
| 8       | D               | cod. Ambrosianus C. 121 sup.           | XVI век                     | 57          | Амброзианска библиотека, Милано         | Започва с 15.3                                                                        | Само „Тайната история“                                                                                                |
| 9 – 11  | F', F, F'       | cod. Ambrosianus C. 171 inf.           | XVI век                     |             | Амброзианска библиотека, Милано         | Започва с 15.3                                                                        | Също така включва Constantini militaria quaedam                                                                       |
| 12      | S               | cod. Coislin. 132 или cod. Seguerianus | XVI век                     |             | Национална библиотека на Франция, Париж |                                                                                       | |